# Ferrier (Alberta)
Pour les articles homonymes, voir Ferrier (homonymie).
Ferrier est une communauté située dans la province d'Alberta, dans le sud-ouest.